# Morgenthau-Plan
Der Morgenthau-Plan war ein im August 1944 vom damaligen US-amerikanischen Finanzminister Henry Morgenthau entworfener Plan, das Deutsche Reich nach dem absehbaren Sieg der Alliierten im Zweiten Weltkrieg in einen Agrarstaat ohne militärisches Potential umzuwandeln. Das sollte langfristig verhindern, dass Deutschland je wieder einen Angriffskrieg führen könne.

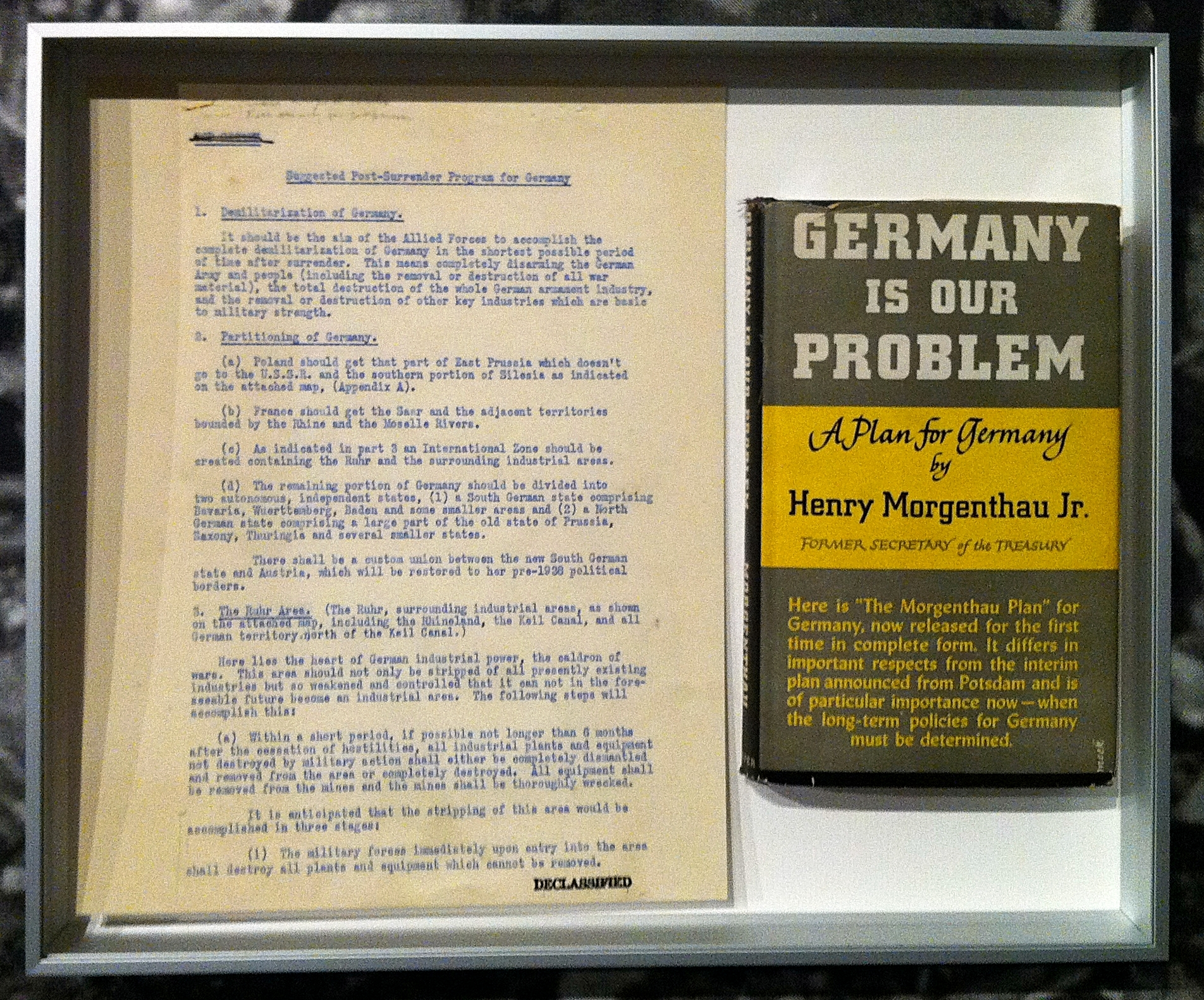
Vorgeschlagenes Programm des Plans (links) und das spätere Buch Morgenthaus Germany is our problem

Das Memorandum wurde im August 1944 im US-Finanzministerium erstellt und durch eine Indiskretion am 21. September 1944 in den USA veröffentlicht. US-Präsident Franklin D. Roosevelt verwarf den Entwurf nach einigen Wochen; er gelangte nie in ein konkretes Planungsstadium und war nie zur politischen Realisierung vorgesehen.
Die nationalsozialistische Propaganda griff die Veröffentlichung prompt auf, stellte Morgenthaus Vorschlag als einen „Plan des Weltjudentums zur Versklavung der Deutschen“ dar und verlieh damit ihren Durchhalteparolen Nachdruck. Im rechtsextremen Geschichtsrevisionismus wird der für die spätere Besatzungspolitik der Alliierten bedeutungslose Entwurf wegen der jüdischen Herkunft und Regierungszugehörigkeit des Initiators weiter für antisemitische Verschwörungstheorien benutzt, analog zur nationalsozialistischen Propaganda („Morgenthau-Legende“).
Morgenthau trat aufgrund politischer Differenzen mit dem neuen Präsidenten Harry S. Truman im April 1945 von seinem Amt zurück, blieb aber als Mitglied einer Gruppe aktiv, die sich zusammen mit anderen Prominenten wie Eleanor Roosevelt, der früheren First Lady, für einen „harsh peace“ mit Deutschland einsetzte. Im Oktober 1945 publizierte er ein Buch mit dem Titel Germany Is Our Problem („Deutschland ist unser Problem“, Verlag Harper and Brothers), worin er seinen Plan erklärte.

## Inhalt
Der Entwurf enthielt folgende vierzehn Punkte:
1. Demilitarisierung Deutschlands

Geplante neue deutsche Grenzen nach dem Morgenthau-Plan

2. Territoriale Neuordnung: Aufteilung Ostpreußens zwischen der Sowjetunion und Polen, Übergabe Südschlesiens an Polen, Übergabe des Saarlandes und einiger linksrheinischer Gebiete zwischen Rhein und Mosel an Frankreich, Aufteilung Deutschlands in zwei unabhängige Staaten im Norden und Süden, Zollunion zwischen dem Südstaat und Österreich
3. Vollständige Demontage der Industrie im Ruhrgebiet, im Rheinland und in angrenzenden Industrierevieren sowie in der Umgebung des Nord-Ostsee-Kanals, Verwaltung des deindustrialisierten Gebietes als internationale Zone durch die Vereinten Nationen, Verbot der Reindustrialisierung auf absehbare Zeit. Siehe auch: Ruhrstatut
4. Entschädigungen und Reparationen aus dem derzeitigen Besitz, aber keine künftigen Zahlungen oder Überlassungen
5. Entnazifizierung von Schulen, Universitäten, Zeitungen, Rundfunk und anschließende Schließung und Neuaufbau unter Leitung einer alliierten Erziehungskommission
6. Politische Dezentralisierung durch Föderalisierung
7. Steuerung der Volkswirtschaft durch Deutsche ohne übergeordnete Verantwortung der Militärbehörden
8. Kontrolle der deutschen Volkswirtschaft durch die Vereinten Nationen für den Zeitraum der nächsten zwanzig Jahre, um den Aufbau einer Militärindustrie zu verhindern
9. Bestrafung von Kriegsverbrechern
10. Zerschlagung des Großgrundbesitzes, Verteilung an die Bauern und Änderung des Erbrechtes
11. Verbot von Uniformen und Militärparaden
12. Verbot für Deutsche, Luftfahrzeuge zu führen
13. Abzug der US-amerikanischen Truppen, Übertragung von Besatzungsaufgaben an die Nachbarländer Deutschlands unter Verbleib der entscheidenden Kompetenzen bei den USA
14. Einsetzung eines US-amerikanischen Hohen Kommissars als wichtigste politische Kontrollinstanz

## Entstehung

### Abstimmung der Deutschlandpolitik der Alliierten nach der Konferenz von Teheran
Bei der Konferenz von Teheran 1943 hatten die alliierten Staaten USA, Großbritannien und die Sowjetunion einen Grundkonsens über eine Teilung Deutschlands, die Abtrennung ostdeutscher Gebiete und die Entmachtung Preußens erzielt, sich aber nicht über konkrete Details dazu verständigt. Auch über Demontage, Entmilitarisierung und Bestrafung von nationalsozialistischen Tätern war verhandelt worden. Im Anschluss daran entwickelten verschiedene britische und US-amerikanische Ministerien je eigene Pläne zur alliierten Deutschlandpolitik nach dem Krieg. Dabei konkurrierten mildere mit strengeren Konzepten sowohl in als auch zwischen den beteiligten Ministerien. Das US-Außenministerium unter Cordell Hull hatte sich seit 1942 mehrmals gegen eine erzwungene Teilung Deutschlands ausgesprochen. Das US-Kriegsministerium unter Henry L. Stimson plädierte für eine relativ kurze Besatzungsdauer und Rückzug nach der Bestrafung von Kriegsverbrechern; seine Civil Affairs Division wollte alle politischen Entscheidungen zur Behandlung der Deutschen den Militärverwaltungen der Besatzungszonen vor Ort überlassen.
Anfang 1944 bildeten der britische, sowjetische und US-amerikanische Außenminister die Europäische beratende Kommission (EAC), die die Kapitulationsbedingungen und ein Besatzungsstatut für Deutschland ausarbeiten sollte. Bis zum Sommer 1944 verfassten Beamte des US-Außenministeriums zwei Denkschriften, die eine erzwungene Teilung Deutschlands ablehnten, seine baldige wirtschaftliche Erholung anstrebten, Reparationen durch Produkte statt durch Geldbußen und ein hohes Produktionsniveau bei geringen alliierten Kontrollen sowie eine umfassende Demokratisierung Deutschlands favorisierten.

### Auseinandersetzung über die Zukunft Deutschlands in den Vereinigten Staaten
Im Juni 1944 erschien zudem das von US-General Dwight D. Eisenhower gebilligte „Handbuch für die Militärregierung in Deutschland“, das eine deutsche Zentralregierung, baldigen Wiederaufbau, Selbstversorgung Deutschlands und deutsche Exportüberschüsse für Europa vorsah. Deutschland sollte daher einen Großteil seiner Industrie behalten, und die Deutschen sollten ausreichende Lebensmittelrationen erhalten. Anfang August erschien die dritte Version dieses Handbuchs.
Am 5. August 1944 las Morgenthau nach Eigenbericht das Handbuch auf dem Weg nach Großbritannien. Auch die zweite Denkschrift des Außenministeriums war ihm bekannt geworden. Beide Pläne erachtete er als unzureichend. Am 7. und 12. August informierte er seine Gesprächspartner Eisenhower, den britischen Premierminister Winston Churchill, dessen Außenminister Anthony Eden und Finanzminister John Anderson über seine Bedenken: Deutschland müsse seine Fähigkeit zum Krieg dauerhaft verlieren, daher müsse man seine Rüstungs- und Schwerindustrie irreversibel entmachten, auch nach einem Rückzug der USA aus Europa. Dies sollte auch dem Wiederaufbau und der wirtschaftlichen Konkurrenzfähigkeit Großbritanniens dienen. Nach seiner Rückkehr in die USA bildete Morgenthau Mitte August 1944 einen Ausschuss für Deutschlandpolitik in seinem Ministerium und informierte US-Präsident Roosevelt über seine Kritik am Handbuch Eisenhowers. Bei einer Kabinettssitzung am 25. August teilte Roosevelt seine Kritik: Die bisher vorgesehenen Maßnahmen für Deutschland seien zu mild. In einem Brief an Stimson schrieb er: Die ganze deutsche Nation habe gegen Grundlagen der Zivilisation verstoßen. Historiker beurteilen Roosevelts damalige Haltung als Rücksicht auf die Reparationsforderungen Josef Stalins, auf britische Exportinteressen und auf die US-Bevölkerung während seines Wahlkampfs um die Wiederwahl.
Auf Anregung Stimsons ließ Roosevelt einen Kabinettsausschuss bilden, der Richtlinien für die alliierten Truppen in Deutschland festlegen sollte. Er ernannte Hull, Stimson, Morgenthau und Harry Hopkins zu Ausschussmitgliedern. Am 1. September veranlasste Hull, nachdem er über Morgenthaus Vorbehalte informiert worden war, ein neues Memorandum des Außenministeriums: Danach sollte eine Deindustrialisierung Deutschlands nur durch Töten oder Ausweisen vieler Deutscher möglich sein. Reparationen seien dann unmöglich. Auch eine Teilung Deutschlands wurde weiterhin abgelehnt. Am 2. September legte Harry Dexter White dem Ausschuss einen ersten Entwurf zu Morgenthaus Ansichten vor, der später Morgenthau-Plan genannt wurde.
Der Volltext ist unbekannt; die Details sind durch einen Eigenbericht Morgenthaus von 1950 bekannt geworden. Der Entwurf reagierte auf bereits erreichte Vereinbarungen verschiedener britischer und US-amerikanischer Ministerien, die eine weitgehende und dauerhafte Entmilitarisierung, aber keine wirtschaftliche Agrarisierung Deutschlands vorsahen, und auf Pläne des alliierten Oberkommandos unter Eisenhower, die sich auf die Entmachtung des NS-Regimes und der NSDAP konzentrierten. Morgenthaus Entwurf sollte eine Diskussion darüber anstoßen, welche Industriezweige Hitlers Aufstieg und Angriffskrieg ermöglicht hatten und wie man diese der Kontrolle künftiger deutscher Eliten entziehen könne. Diese Diskussion wollte er aber nicht auf Deutschland begrenzen, sondern an seinem Beispiel politische Strategien gegen Regierungskriminalität überhaupt entwickeln.

### Abstimmung zwischen Großbritannien und den Vereinigten Staaten
Churchill und Roosevelt vereinbarten auf der zweiten Québec-Konferenz (11. bis 19. September 1944) ein Abkommen über die Verlängerung der US-amerikanischen Militär- und Wirtschaftshilfe (Leih- und Pachtgesetz), das allgemein formulierte gemeinsame Ziele wie die Verhinderung einer deutschen Wiederaufrüstung und die Demontage der Rüstungsindustrien festlegte. Zum Schluss enthielt der Abkommenstext einen Satz aus dem Entwurf Morgenthaus: „Dieses Programm zur Ausschaltung der Kriegsindustrie in Ruhr und Saar soll Deutschland in ein Land mit vorwiegend agrarischem und ländlichem Charakter verwandeln.“ Der britische Außenminister Anthony Eden und der US-amerikanische Außenminister Cordell Hull protestierten. Das britische Kabinett lehnte die Agrarisierungsformel des Québec-Abkommens ebenfalls ab.
Durch eine gezielte Indiskretion wurde der Plan am 21. September 1944 in die Öffentlichkeit gespielt. Die öffentliche Reaktion war so ablehnend, dass sich Roosevelt distanzierte. Das US-Außenministerium formulierte seine Ablehnung in einem Memorandum und bezog sich dabei auf zwei der Vier Freiheiten:

„Die Vereinigten Staaten haben seit ihrem Bestehen an der Grundüberzeugung festgehalten, dass alle Menschen das Recht haben, als freie Individuen zu leben und nach ihrem eigenen Glück zu streben. Nach der Atlantik-Charta sind Sieger und Besiegte gleichermaßen zu wirtschaftlichem Wohlstand berechtigt. Die vorgeschlagene Behandlung Deutschlands würde jedoch, falls sie überhaupt durchführbar wäre, ganz bewußt viele Millionen Menschen des Rechtes auf Freiheit von Not und Freiheit von Furcht berauben. Alle anderen Völker der Welt würden dadurch in ihrem Vertrauen zu unseren Grundsätzen erschüttert werden und an der Wirksamkeit unserer wirtschaftlichen und politischen Maßnahmen gegenüber den Besiegten zu zweifeln beginnen.“

Auch Churchill distanzierte sich von den Vorstellungen über die wirtschaftliche Zukunft Deutschlands, die er in Quebec signiert hatte.

## Rezeption

### Alliierte
Der US-Autor John Morton Blum beschrieb in einem 1968 veröffentlichten Buch anhand der Tagebücher und Aufzeichnungen Morgenthaus in der Franklin-Delano-Roosevelt-Bibliothek und mit Morgenthaus Erlaubnis und Mithilfe dessen Vorstellungen zur Deutschlandpolitik der USA. Blum zog auch die Unterlagen des US-Kriegsministers Henry L. Stimson aus der Bibliothek der Yale University New Haven, Connecticut, heran, der „kollektive Rache“ als „sinnlos und gefährlich“ ablehnte und in einem Memorandum an Roosevelt vom 25. August 1944 dazu erklärte:

„Ich kann mich auch damit nicht einverstanden erklären, dass es eins unserer Kriegsziele sein sollte, die Deutschen auf dem Niveau des Existenzminimums zu halten, wenn dies praktisch völlige Armut bedeutet.“

Weiter führte er laut Blum aus:

„Das deutsche Volk würde dadurch zur Sklaverei verurteilt werden, und es könnte seine Position in der Weltwirtschaft selbst durch äußersten Fleiß nicht verbessern. Die Folgen wären neue Spannungen und Ressentiments, die den unmittelbaren Vorteil für die Sicherheit weit überwögen und außerdem die Schuld der Nazis in Vergessenheit geraten ließen.“

Ende September 1944 wurde der Morgenthau-Entwurf fallen gelassen, ohne dass sich die zuständigen Gremien damit befasst hatten. Der Entwurf spielte daher für die tatsächliche Besatzungspolitik der Alliierten im Nachkriegsdeutschland keine Rolle.

### Nationalsozialistisches Deutschland
Die nationalsozialistische Propaganda unter Leitung von Reichspropagandaminister Joseph Goebbels benutzte den Morgenthau-Entwurf nach seinem Bekanntwerden ab September 1944 zur Verteufelung des amerikanischen Gegners. Anfang Oktober 1944 berichtete der Völkische Beobachter, die amerikanischen Pläne liefen darauf hinaus, 30 Millionen Deutsche dem Hungertod preiszugeben. Der Plan des in antisemitischer Absicht so bezeichneten „Juden Morgenthau“ wurde mit dem 1941 erschienenen Buch Germany must perish („Deutschland muss untergehen“) von Theodore N. Kaufman in eine Reihe gestellt, das die Sterilisierung der deutschen Bevölkerung vorschlug und von Goebbels umgehend als „Kaufman-Plan“ bezeichnet und veröffentlicht wurde. Goebbels stilisierte die Schrift des in den USA gänzlich unbekannten Kaufman zum persönlichen Deutschland-Plan Roosevelts hoch und veranlasste, sie in einer kommentierten Dokumentation mit dem Titel „Das Kriegsziel der Weltplutokratie“ unters Volk zu bringen. Bis heute dienen diese Publikationen rechtsradikalen Gruppierungen als willkommener Aufhänger für antisemitische Propaganda.
Der Versuch der nationalsozialistischen Propaganda, in der Schlussphase des Krieges der Bevölkerung in Deutschland die bevorstehende britische und amerikanische Besatzung in Schreckensfarben darzustellen, misslang gründlich. So meldete die SD-Außenstelle Kitzingen bereits Ende 1943: „Wenn wir den Krieg verlieren, dann kommen die Amerikaner zu uns, und dann wird es uns nicht viel schlechter gehen als früher.“ Im Oktober 1944, als die ersten amerikanischen Einheiten die Reichsgrenze schon überschritten hatten, meldete der Landrat von Bad Aibling und Rosenheim an das Regierungspräsidium in München: „Der Glaube ist weit verbreitet, daß die Engländer und Amerikaner im Falle der Besetzung weniger brutal vorgehen würden als die Ostvölker … Manche ergehen sich geradezu in behaglichen Schilderungen der angelsächsischen ‚Höflichkeit‘.“
Nach einer Befragung von 450 deutschen Kriegsgefangenen Mitte Januar 1945 verzeichnete die Psychological Warfare Division (PWD) des Supreme Headquarters Allied Expeditionary Force „bemerkenswertes Fehlen von Feindschaft gegen die oder Furcht vor der amerikanisch-britischen Besetzung“. Einen Monat später notierte der Chef der Intelligence Section von PWD: „Unabhängig von ihrer politischen Einstellung hat die Mehrheit der Kriegsgefangenen keine besonderen Befürchtungen, weder hinsichtlich des Verhaltens der amerikanisch-britischen Besatzungstruppen noch hinsichtlich der allgemeinen Lebensbedingungen, die in einem Deutschland unter amerikanischer und britischer Besatzungsherrschaft zu erwarten sind.“

### Historische Einordnungen
Gebhard Diemer behauptete 1979:

„Für Henry Morgenthau waren die Deutschen das, was die Juden für die Nationalsozialisten waren: die Inkarnation des Bösen in der Politik. Durch Gebietsabtretung, staatliche Zerstückelung und Rückverwandlung Deutschlands in einen Agrarstaat sollte der internationale Friedensstörer Deutschland auf immer der Mittel zum Kriegführen beraubt werden. Den Hungertod vieler Millionen Deutscher wollte Morgenthau in Kauf nehmen.“

Dass Morgenthaus Entwurf trotz seiner realpolitischen Irrelevanz in dieser verzerrten Form gedeutet und weiter überliefert wurde, führen Historiker auf die Funktion der Entlastung von der notwendigen Auseinandersetzung mit und Verantwortung für die Folgen der NS-Zeit zurück. Der Entwurf eignete sich dazu, den Alliierten mindestens als Absicht jene Art von Verbrechen zu unterstellen, die Deutschland unter dem NS-Regime vollzogen hatte. Von da aus wurde der US-amerikanischen Besatzungsmacht das moralische Recht zu den NS-Prozessen, zur Umerziehung und Entnazifizierung oft bestritten.
Demgegenüber urteilte der Leiter des Zentrums für Antisemitismusforschung an der Technischen Universität Berlin, Wolfgang Benz: Morgenthau sei Anhänger agrarromantischer Ideen gewesen und habe die von ihm angestrebte Umwandlung Deutschlands in einen Agrarstaat nicht nur als Bestrafungsakt und Maßnahme zur Verhinderung eines weiteren Krieges verstanden, sondern auch als Umsetzung einer positiven Utopie. Benz zählt die geschichtsrevisionistische Rezeption des Morgenthau-Entwurfs zu den wichtigsten fortwirkenden Legenden über den Nationalsozialismus:

„Der Morgenthau-Plan spielt als Beweis jüdischen und amerikanischen Vernichtungswillens gegenüber Deutschland eine beträchtliche Rolle, die mit der historischen Realität nur wenig zu tun hat, aber als antiamerikanisches und antijüdisches Stimulans bis zum heutigen Tag wirksam ist. […] Für die Besatzungs- und Deutschlandpolitik der Alliierten blieb die Episode ohne Bedeutung. Aber Goebbels und Hitler benutzten ‚Judas Mordplan‘ zur ‚Versklavung Deutschlands‘ mit so großem Erfolg für ihre Durchhaltepropaganda, dass bei vielen der Glaube entstand, das Programm sei 1945 realisiert worden. In der rechtsextremen Publizistik spielt der Plan diese Rolle heute noch.“

Der Historiker Johannes Heil urteilt über die häufige Heranziehung des Morgenthau-Topos für aktuelle politische Konfliktthemen:

„Den Urhebern solcher Argumente … dürfte entgangen sein, dass die heutige Bekanntheit des Morgenthau-Plans, oder besser: seines Titels, nur das Ergebnis eines Missgeschicks und seiner propagandistischen Ausschlachtung durch die Nationalsozialisten ist. Dabei wirkten drei Punkte: Die inoffizielle Denkschrift des Henry Morgenthau wurde im Sommer 1944 bekannt. Ihr Verfasser war Jude. Ihr jüdischer Verfasser war Angehöriger der amerikanischen Regierung. Damit konnte der ‚Morgenthau-Plan‘ in der NS-Propaganda das werden, was er eben nicht war: offizielle und die Ziele des Gegners entlarvende Politik.“

### Literarische Rezeption
Es gibt mehrere Alternativweltgeschichten, die in einer Welt spielen, in der der Morgenthau-Plan durchgeführt wurde. Die Stimmen der Nacht (1984) von Thomas Ziegler ist eine düstere Dystopie, in der Südamerika von ausgewanderten Nationalsozialisten beherrscht und zur Supermacht wird. Ein weiterer Roman zu dem Thema ist Morbus Kitahara (1995) von Christoph Ransmayr. Dieser nimmt allerdings nicht explizit auf den Morgenthau-Plan Bezug, sondern spricht vom „Frieden von Oranienburg“. Eine konkrete Version entwirft der Kriminalroman Number Man von Tilman Weigel, der in einem deindustrialisierten Deutschland des Jahres 1963 spielt. Ebenfalls in den frühen 1960er Jahren spielt der Alternativwelt-Roman Im Jahre Ragnarök von Oliver Henkel (2009), in dem auch ein (fiktiver) zweiter Morgenthau-Plan behandelt wird.